# La Nava
La Nava – gmina w Hiszpanii, w prowincji Huelva, w Andaluzji, o powierzchni 61,03 km². W 2011 roku gmina liczyła 313 mieszkańców.